# Паутсма, Сельма
Сельма Паутсма (нидерл. Selma Poutsma; род. 14 мая 1999 года, Гаага, Нидерланды) — нидерландская шорт-трекистка, чемпионка зимних Олимпийских игр 2022 года, 4-кратная чемпионка и 3-кратная бронзовый призёр чемпионатов мира, 4-кратная чемпионка и 5-кратная призёр чемпионатов Европы. Выступает за клуб "'s-Hertogenbosch" (Брабант).

## Спортивная карьера
Сельма Паутсма родилась в городе-общине Гааге, где и начала заниматься шорт-треком в возрасте 7-ми лет. Её дедушка увлекался катанием на коньках на длинных дистанциях. Однажды с отцом она каталась на коньках и увидела людей гоняющих на маленьком катке, он предложил ей попробовать поучаствовать и с того времени Сельма влюбилась в шорт-трек.
С 10 лет она участвовала на открытом чемпионате Голландии среди девочек младшего возраста и заняла 3-е место в общем зачёте и повторила результат в 2011 году. В январе 2014 Паутсма стала второй на чемпионате Нидерландов среди юниоров и впервые приняла участие на юниорском чемпионате мира, где заняла общее 42-е место. В том же году приняла приглашение выступать за юниорскую сборную Франции и переехала во французский Фон-Ромё, где стала частью национальной сборной.
С 2015 по 2018 год она выступала за Францию и в первый год выиграла чемпионат Франции среди юниоров и заняла третье место на взрослом национальном чемпионате. На следующий год вновь стала национальной чемпионкой среди юниоров и на юниорском чемпионате мира в общем зачёте заняла 15-е место. Через год в третий раз выиграла первенство Франции среди юниоров, и выступила на чемпионате Европе в Турине, где стала 21 в многоборье. В 2018 на чемпионате Европы в Дрездене в эстафете помогла Франции выиграть бронзу вместе с Вероник Пьеррон, Тифани Уо-Маршан и Гвендолин Доде.
В 2019 году Сельма вернулась в Нидерланды и проходила подготовку в ледовом центре в Утрехте, в которой помогал ей Нилс Керстхолт, и 5 января стала бронзовой медалисткой чемпионата страны, проиграв только Ларе Ван Рёйвен и Сюзанне Схюлтинг. В начале 2021 года снова выиграла бронзу чемпионата Нидерландов, следом на чемпионате Европы в Гданьске выиграла две серебряные медали на 1000 м и в эстафете. В марте на чемпионате мира в Дордрехте в эстафете завоевала золотую медаль вместе с Ксандрой Велзебур, Сюзанной Схюлтинг, Ярой ван Керкхоф и Рианной де Врис. и бронзовую на 500 м, по сумме многоборья заняла 4-е место.
В сезоне 2021/22 Сельма несколько раз попадала на подиум Кубка мира в составе эстафетных команд. На этапе в Пекине была второй в женской и смешанной эстафете, а в Дебрецене и Дордрехте дважды выигрывала золото в женской и один раз в смешанной эстафетах. 13 февраля 2022 года на зимних Олимпийских играх в Пекине Сельма в составе Ксандры Велзебур, Сюзанны Схюлтинг и Яры ван Керкхоф выиграла эстафету с олимпийским рекордом и стала впервые олимпийской чемпионкой. Она также финишировала 14-й на дистанции 1000 метров, а также стала 15-й в беге на 500 м и 4-й в смешанной эстафете. В апреле на чемпионате мира в Монреале завоевала бронзовую медаль в женской эстафете.
Через год в январе Сельма стала серебряным призёром чемпионата Нидерландов в забегах на 500 м и 1000 м и бронзовым на 1500 м, после чего на чемпионате Европы в Гданьске выиграла две золотые медали в женской эстафете и смешанной эстафете, а в марте она участвовала на чемпионате мира в Сеуле выиграла золотые медали также в обеих эстафетах и бронзовую в беге на 500 м. 
В сезоне 2023/24 на первом этапе Кубке мира в Монреале она дважды заняла 2-е места на дистанции 500 м, а также в обеих эстафетах. В декабре 23-го в Пекине вновь была второй на дистанции 500 м и дважды поднялась на 1-е место в обеих эстафетах. В декабре на этапе в Сеуле и в Гданьске выиграла золото на 500-метровке.  На чемпионате Европы в Гданьске была первой в обеих эстафетах, и в забегах на 500 м и 1000 м взяла серебро. На домашнем чемпионате мира в Роттердаме она стала 4-й на дистанции 500 м и выиграла золото в эстафете. Она также стала 2-й в общем зачёте Кубка мира 2023/24 на дистанции 500 м.
В сезоне 2024/25 Сельма перешла в конькобежную команду "Jumbo" и решила соревноваться на длинном треке, но пока полностью не ушла из шорт-трека.

## Личная жизнь и семья
Обучалась в Гимназии Кампузианум в городе Горинхем с 2011 по 2014 года, в 2018 закончила лицей климата и спорта Пьера де Кубертена в Окситании. С 2018 года обучается в Университете Утрехта на факультете гуманитарных наук, а с апреля 2020 года работает в Олимпийском комитете Нидерландов. С 2021 года она встречается с голландским шорт-трекистом Мелле ван 'т Ваутом.